# Ремонтные работы на железной дороге
«Ремо́нтные рабо́ты на желе́зной доро́ге» — картина русского художника Константина Савицкого (1844—1905), работа над которой была завершена в 1874 году. Хранится в Государственной Третьяковской галерее в Москве (инв. 590). Размер картины — 103 × 180,8 см (по другим данным — 100 × 175 см). Употребляются также другие названия: «Ремонт железной дороги», «Рабочие на железной дороге» и «Ремонт на железной дороге».
Замысел картины родился у Савицкого летом 1873 года, когда он наблюдал за работой по ремонту железнодорожных путей Московско-Курской железной дороги недалеко от станции Козлова Засека в Тульской губернии, рядом с которой он жил вместе с художниками Иваном Шишкиным и Иваном Крамским. Савицкий продолжал работать над картиной до самого конца 1873 года, а последние доработки он сделал в январе 1874 года.
Картина «Ремонтные работы на железной дороге» была представлена на 3-й выставке Товарищества передвижных художественных выставок («передвижников»), открывшейся в Петербурге в январе 1874 года, а в апреле того же года переехавшей в Москву. Произведение Савицкого произвело хорошее впечатление, и оно было приобретено Павлом Третьяковым. В 1878 году полотно «Ремонтные работы на железной дороге» было включено в состав российской экспозиции на Всемирной выставке, проходившей в Париже.
Художник и критик Александр Бенуа писал, что с появлением в 1874 году картины «Ремонт железной дороги» Савицкий стал «важной опорой передвижников», отмечая, что это полотно «однородно по духу и теме» «Бурлакам на Волге» Ильи Репина. Искусствовед Софья Гольдштейн называла «Ремонтные работы» Савицкого «первым значительным произведением начинающего мастера, принёсшим ему заслуженное признание». По словам искусствоведа Дмитрия Сарабьянова, «Бурлаки на Волге» и «Ремонтные работы» являются «значительной вехой в истории русского искусства, в развитии темы народа в русской живописи».

## История

### Предшествующие события

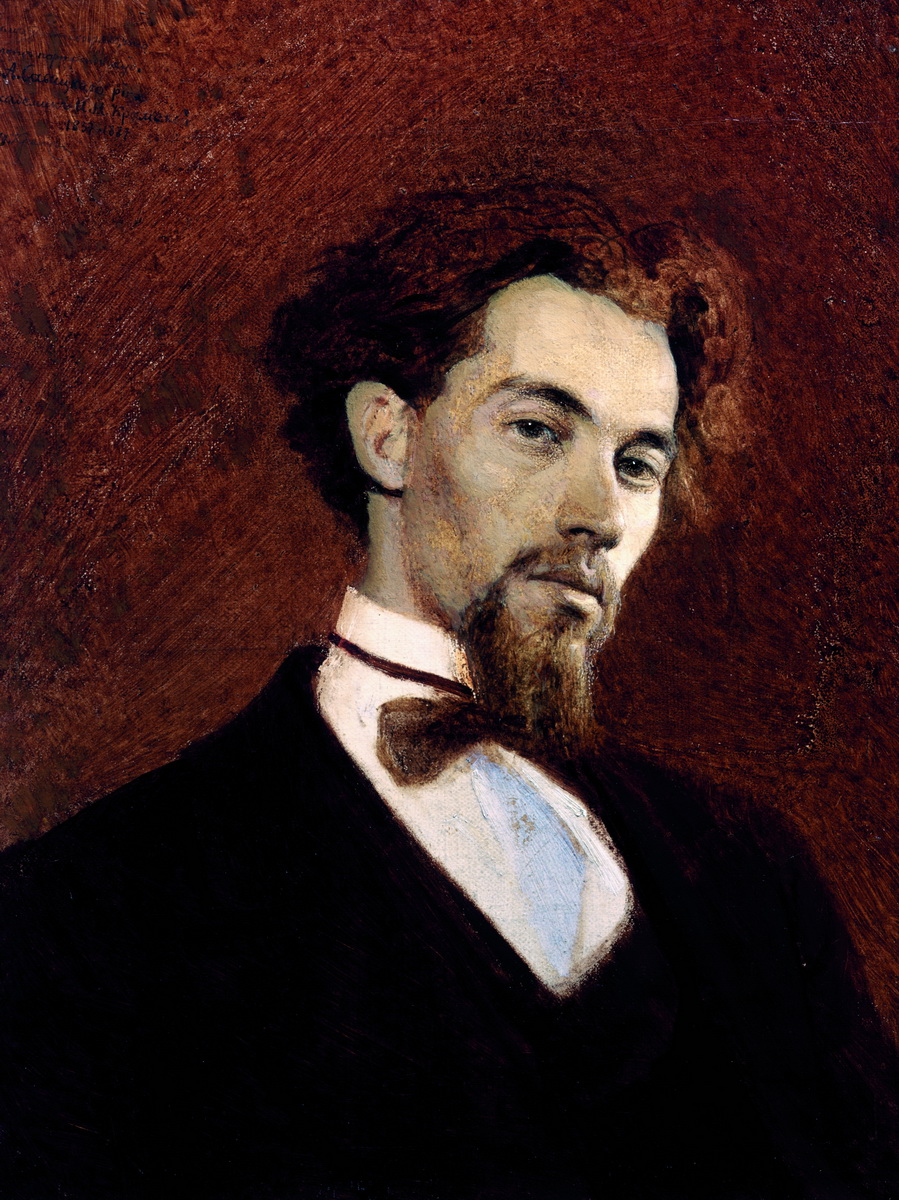
И. Н. Крамской. Портрет К. А. Савицкого (1871, ВОХМ)

В 1862—1873 годах (с перерывами) Константин Савицкий учился в Академии художеств в классе исторической живописи, где его наставниками были Фёдор Бруни, Алексей Марков и Павел Чистяков. В 1868—1870 годах Савицкий был удостоен нескольких малых серебряных медалей (в том числе за работу «Шарманщик» и за эскиз «Распятие Христа»), в 1869—1870 годах — двух больших серебряных медалей (за этюд и за рисунок), а в 1871 году, за программу «Каин и Авель», — малой золотой медали Академии художеств. С 1871 года Савицкий был стипендиатом императора Александра II.
Тогда же, в начале 1870-х годов, началось сближение Савицкого с «передвижниками» — членами Товарищества передвижных художественных выставок (ТПХВ), первая выставка которого открылась в январе 1871 года в помещении Академии художеств. На второй выставке ТПХВ, открывшейся в декабре 1872 года, экспонировались две картины Савицкого — «Дети» и «Чиновник», или «Визит по начальству» (нынешнее местонахождение обоих полотен неизвестно). Успех передвижных выставок вызвал раздражение и опасения у руководства Академии художеств. Чтобы преподать урок инакомыслящим, на состоявшемся 26 января 1873 года заседании Совета Академии Константин Савицкий был исключён из числа учеников Академии. Тем самым он был лишён права конкурировать за первую золотую медаль, а также терял шанс на пенсионерскую поездку за границу. Сам Савицкий так писал об этом событии: «Я был исключён внезапно, без предоставления мне возможности к оправданию, если я был в чём-либо виноват, и несколько лет моего труда в Академии для меня потеряны безвозвратно».

### Работа над картиной
Замысел картины «Ремонтные работы на железной дороге» родился у Савицкого летом 1873 года, которое он проводил вместе с художниками Иваном Шишкиным и Иваном Крамским в Тульской губернии. Они жили недалеко от станции Козлова Засека (в ряде публикаций используется название Козловка-Засека), где Савицкий наблюдал за работой по укреплению железнодорожных путей. Он целыми днями находился у железной дороги и писал этюды для будущей картины. В то же самое время Иван Крамской в расположенной по соседству Ясной Поляне работал над портретом Льва Толстого.

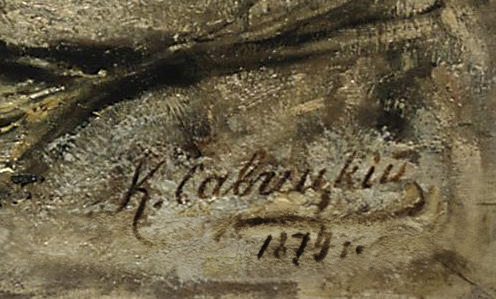
Подпись Савицкого и дата на картине «Ремонтные работы на железной дороге» (цифра «4» написана поверх цифры «3»)

В то время Козлова Засека (ныне — станция Ясная Поляна) входила в состав Московско-Курской железной дороги, построенной в 1864—1868 годах на средства государственной казны. В 1871 году дорога была продана частному обществу — компании капиталистов из Москвы, во главе которой стоял промышленник Фёдор Чижов. С 1873 года общество, владевшее железной дорогой, с целью увеличения её пропускной способности проводило работы по усилению земляного полотна и улучшению строения пути. В частности, эти работы включали в себя подсыпку балласта и замену лёгких рельсов.
Иван Крамской в письме к художнику Илье Репину от 3 августа 1873 года сообщал, что «Савицкий начинает писать „Землекопов“, нашёл сюжет тут же на железной дороге и возгорелся». На это Репин в письме от 2 сентября 1873 года, называя Савицкого по отчеству, отвечал: «Желаю блистательного окончания Аполлонычу, идея славная». В письме к коллекционеру и меценату Павлу Третьякову от 11 августа 1873 года Крамской писал: «Савицкий работает картину „Землекопы“ на железной дороге, эскиз хорош, что выйдет — сказать нельзя».
Савицкий продолжал работать над картиной и осенью, и зимой. 25 декабря 1873 года в письме к Репину (который в то время находился в Париже) Крамской сообщил, что Савицкий своё полотно «кончил недурно, даже хорошо». Последние доработки Савицкий делал в январе 1874 года, заодно изменив дату, проставленную им на картине: в годе «1874» цифра «4» написана поверх цифры «3».

### После создания
Картина «Ремонтные работы на железной дороге» была представлена на 3-й выставке Товарищества передвижных художественных выставок («передвижников»), открывшейся в Санкт-Петербурге 21 января 1874 года, а в апреле того же года переехавшей в Москву. В каталоге выставки произведение Савицкого фигурировало под названием «Ремонт железной дороги». Полотно произвело хорошее впечатление – по словам Крамского, Савицкий «выделился очень выгодно». 29 января 1874 года Савицкий сообщал художнику Василию Поленову, находившемуся в то время в Париже: «Я твой покорный слуга также выпустил в свет своё детище, сам себе не судья. Но вообще кажется нравится, пришлю или привезу тебе фотографию… против того, что ты видел, произошло много перемен, главное в отношении света». Незадолго до открытия выставки, 30 декабря 1873 года, Савицкий обратился в правление ТПХВ с просьбой принять его в члены Товарищества. Его просьба была удовлетворена на собрании ТПХВ, состоявшемся уже после открытия выставки — 2 февраля 1874 года.
Илья Репин старался всячески поддержать Савицкого. В письме к художественному критику Владимиру Стасову от 20 января 1874 года, комментируя предстоящий показ картины «Ремонтные работы» на передвижной выставке, Репин писал: «Как я рад за Савицкого! Вы представить не можете! От всей души желаю ему быть героем». В том же письме Репин с иронией высказывал своё отношение к несправедливым действиям Академии художеств: «За Академию я тоже радуюсь. Она проклятая, обидела человека (Савицкого), да и самой кажется не сдобровать». Успех Савицкого рассматривался Репиным как общественная демонстрация против решения Академии, исключившей Савицкого из числа своих учеников и лишившей его возможности участвовать в конкурсе на первую золотую  медаль. В письме к Крамскому от 17 февраля 1874 года Репин писал: «За Савицкого тоже ужасно радуюсь. Поленов видел его картину, ещё не оконченную, и много мне говорил, и вижу, что всё правда».
В письмах к Николаю Ге и Ивану Крамскому (от 3 марта 1874 года) Павел Третьяков просил передать Савицкому, что он заинтересован в покупке картины для своей галереи. Меценат писал: «Осмотрев её ещё раз, я решился предложить за неё 1000 рублей, <…> за эту цену приобрести её буду очень рад потому, что в ней, несмотря на скучноватый общий тон, есть много большого достоинства». В письме к Третьякову Савицкий поблагодарил его и выразил согласие продать свою картину, с условием, что тот не будет возражать против её показа в других городах, через которые проходил маршрут 3-й передвижной выставки. В переписке с Третьяковым Савицкий называл свою картину «Рабочие на железной дороге», что более точно соответствовало её содержанию. Третьяков принял условие художника, и картина вместе с выставкой побывала в Харькове, Одессе, Киеве и Риге. На полученные от продажи картины деньги Савицкий смог организовать свою поездку во Францию.

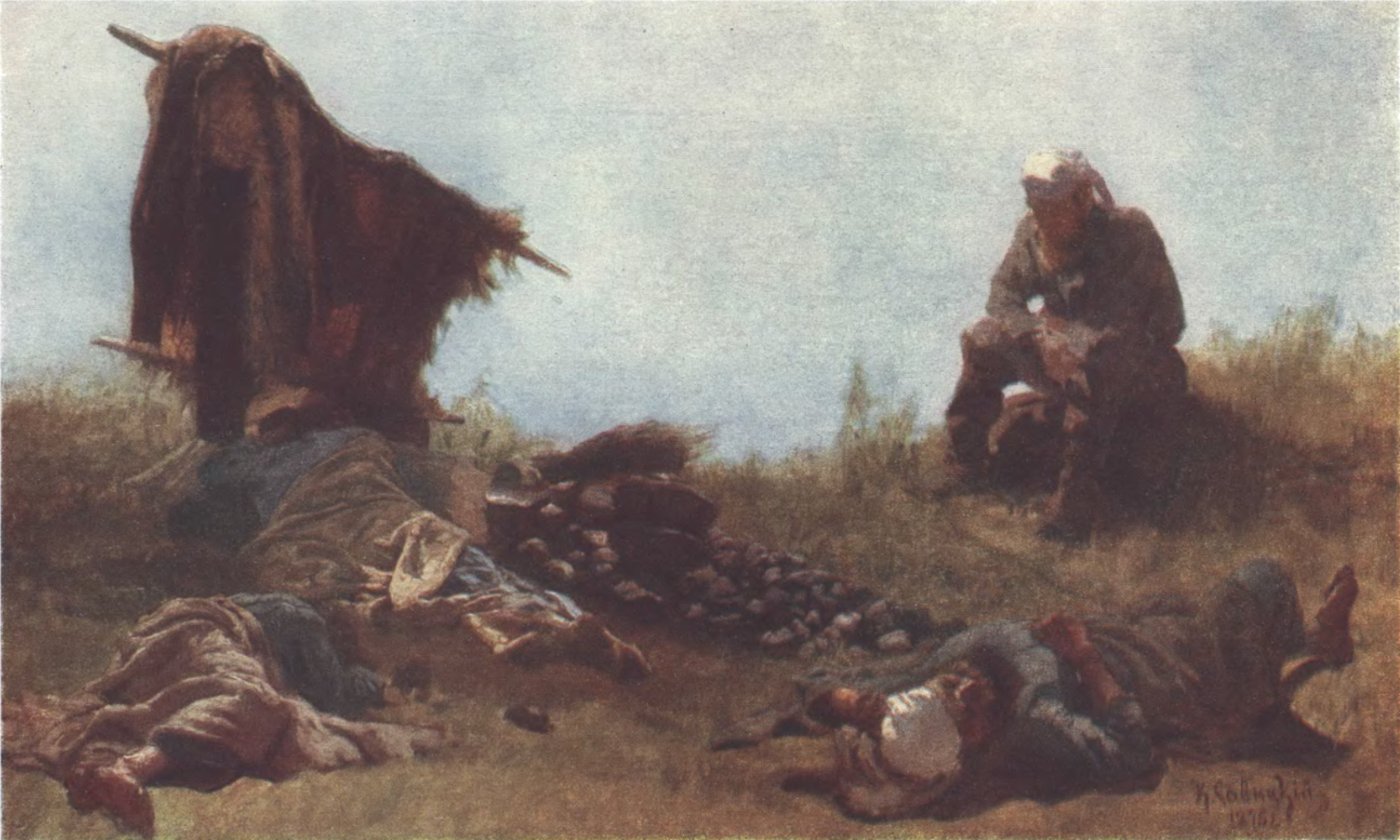
К. А. Савицкий. Отдых на работах (1875, частное собрание)

К той же теме, что и «Ремонтные работы», относится написанное в 1875 году произведение Савицкого «Отдых на работах» (холст, масло, 33 × 53,2 см, ранее в собрании Г. П. Белякова, затем в коллекции Н. С. Аржаникова, Москва). Эта картина также известна под названием «Отдых землекопов». Полотно «Отдых на работах» изображает эпизод из жизни ремонтных рабочих и является «как бы завершением картины „Ремонтные работы на железной дороге“». Иногда «Отдых на работах» рассматривают как один из эскизов-вариантов к полотну Савицкого «Уборка сена» (1875), местонахождение которого неизвестно.
Ряд полотен из собрания Павла Третьякова, включая картину «Ремонтные работы на железной дороге», был предложен для показа на Всемирной выставке 1878 года, которая должна была состояться в Париже. Для того, чтобы картина Савицкого попала в экспозицию российского отдела, пришлось преодолеть сопротивление председателя отборочной комиссии Андрея Сомова. В частности, сторонникам Савицкого приходилось реагировать на появляющуюся в прессе критику, в том числе со стороны журналиста и издателя Алексея Суворина. По поводу одного из таких отзывов Илья Репин писал Крамскому: «Жалею, что его [Савицкого] так унизил Незнакомец [Суворин], говоря, что она [картина] напоминает „бурлаков“. Поленов говорит, что это совершенный вздор; а главное, что мне досадно, что это большая неприятность Савицкому; у нас всегда так — очень любят осадить, чтобы не зазнавался молодой человек». Несмотря на эти препятствия, картина «Ремонтные работы» была отправлена на парижскую выставку, где она была положительно встречена критиками. В частности, автор статьи в сборнике «Les chefs-d’oeuvre d’art à l’exposition universelle» («Шедевры искусства на Всемирной выставке») среди экспонатов, представленных в российской экспозиции, особо выделял «Украинскую ночь» Куинджи, «Бурлаков на Волге» Репина и «Ремонтные работы» Савицкого. В каталоге парижской выставки полотно Савицкого фигурировало под французским названием «Travaux de terrassement sur une ligne de chemin de fer» (C. A. Savitzki).
Впоследствии картина «Ремонтные работы на железной дороге» экспонировалась на ряде выставок, в том числе на экспозициях 1923, 1955 и 1971—1972 годов, проходивших в Государственной Третьяковской галерее (персональная выставка Савицкого, организованная в 1955 году, была посвящена 50-летию со дня смерти художника). Полотно также участвовало в нескольких выставках за пределами бывшего СССР.

## Описание

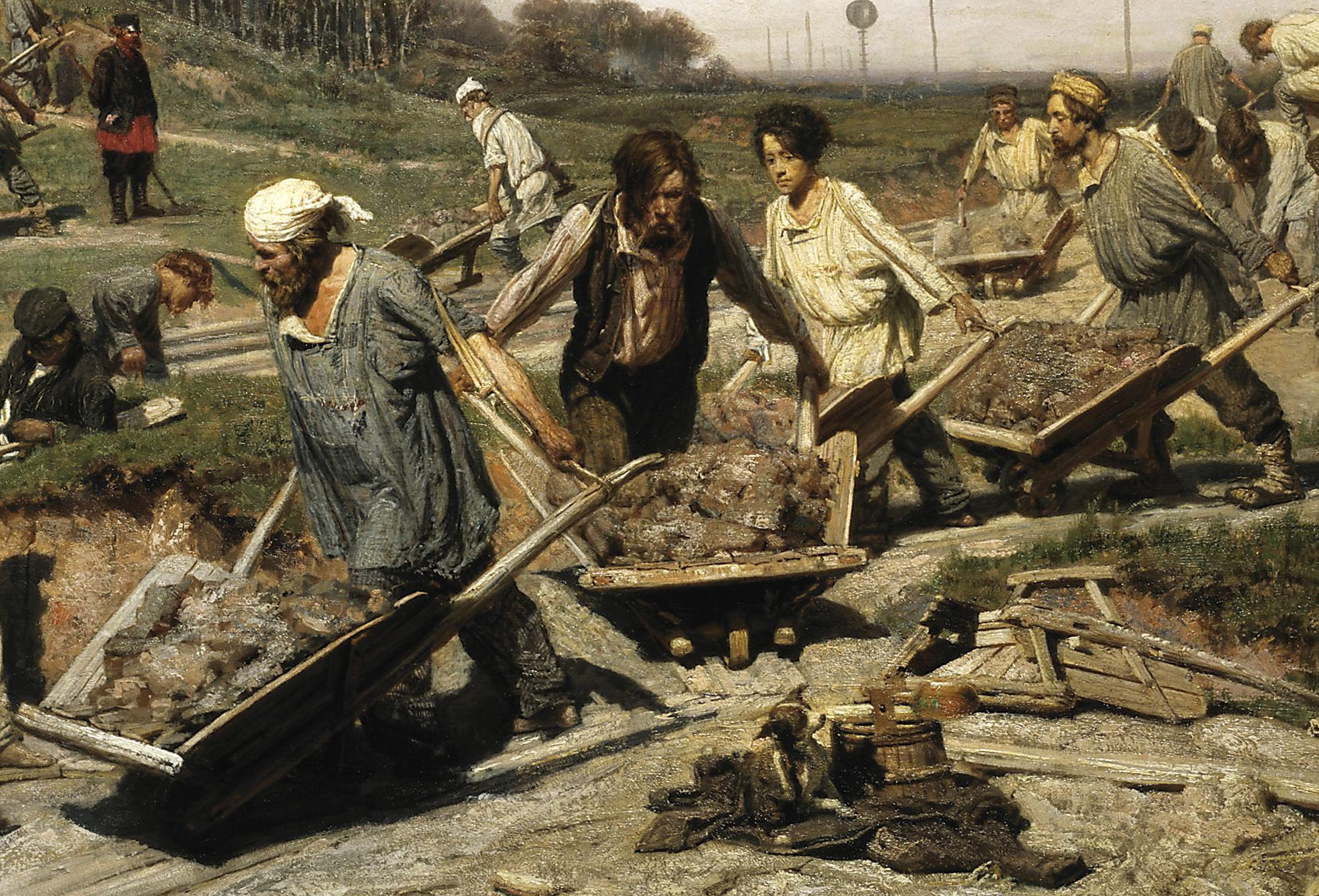
Центральная группа тачечников (фрагмент картины)

На картине изображён тяжёлый труд рабочих, занятых на перевозке земли и камней при ремонте железной дороги. По-видимому, большинство из них — сезонные работники, набранные из крестьян. Они измучены изнурительной работой, за которой наблюдает изображённый на заднем плане надсмотрщик — десятник, в образе которого присутствуют черты, напоминающие подрядчика из стихотворения Николая Некрасова «Железная дорога». Тем не менее в образах рабочих прямые аналогии с персонажами произведения Некрасова не прослеживаются.
Железнодорожная колея проложена по широкой ложбине. По обе стороны от рельсов — по ложбине и ограничивающим её откосам — движутся рабочие с тачками. Они идут по пыльной земле, кое-где покрытой деревянными мостками. Землекопы при помощи лопат нагружают тачки землёй. Крутые подъёмы и спуски, глубокие рытвины усложняют и без того тяжкий труд тачечников. Чтобы тачки не упали на землю, они поддерживаются ремнями, надетыми на плечи работников. О тяжести груза свидетельствует изображённая в правой части картины сломанная тачка. Всё это усугубляется жарой — рабочие трудятся в расстёгнутых рубахах, некоторые из них используют повязанные на голову платки или другие головные уборы. Несмотря то, что они одеты в старую и изорванную одежду, многие изображённые Савицким рабочие привлекательны и даже красивы.
Наиболее выразительные и яркие образы, «определяющие общий тонус картины» и «раскрывающие её идею», — данные крупным планом четверо рабочих, изображённые в центральной части картины. Рабочие из этой группы как бы движутся из глубины картины на зрителя. Среди них (слева направо) — богатырского вида тачечник с белой повязкой на голове; за ним погружённый в свои мысли угрюмый работник с усами и тёмными волосами, свесившимися на лоб; ещё дальше — совсем молодой тачечник, из последних сил удерживающий свою тачку; а за ним — ещё один тачечник.
Рабочий с белой повязкой на голове, возглавляющий центральную группу, выделяется мощным телосложением и «привлекательным крестьянским лицом». Этот персонаж, проработанный Савицким в подготовительном рисунке, был сознательно выдвинут художником на передний план. У него — сосредоточенно-задумчивое выражение лица, черты которого напоминают бурлака Канина с картины Ильи Репина «Бурлаки на Волге». Искусствовед Елена Левенфиш отмечала, что бурлак Канин и рабочий в белой повязке, являющиеся центральными образами картин Репина и Савицкого, по-разному охарактеризованы художниками: в то время как «грустно-вопрошающий, умный взгляд „философа“ Канина» обращён к зрителю и «как бы взывает к сочувствию», рабочий с картины Савицкого «молчалив, сосредоточен, углублён в свои мысли», так что зритель начинает верить, что «за его физической силой таится большая духовная мощь, что за этим молчанием зреет протест».

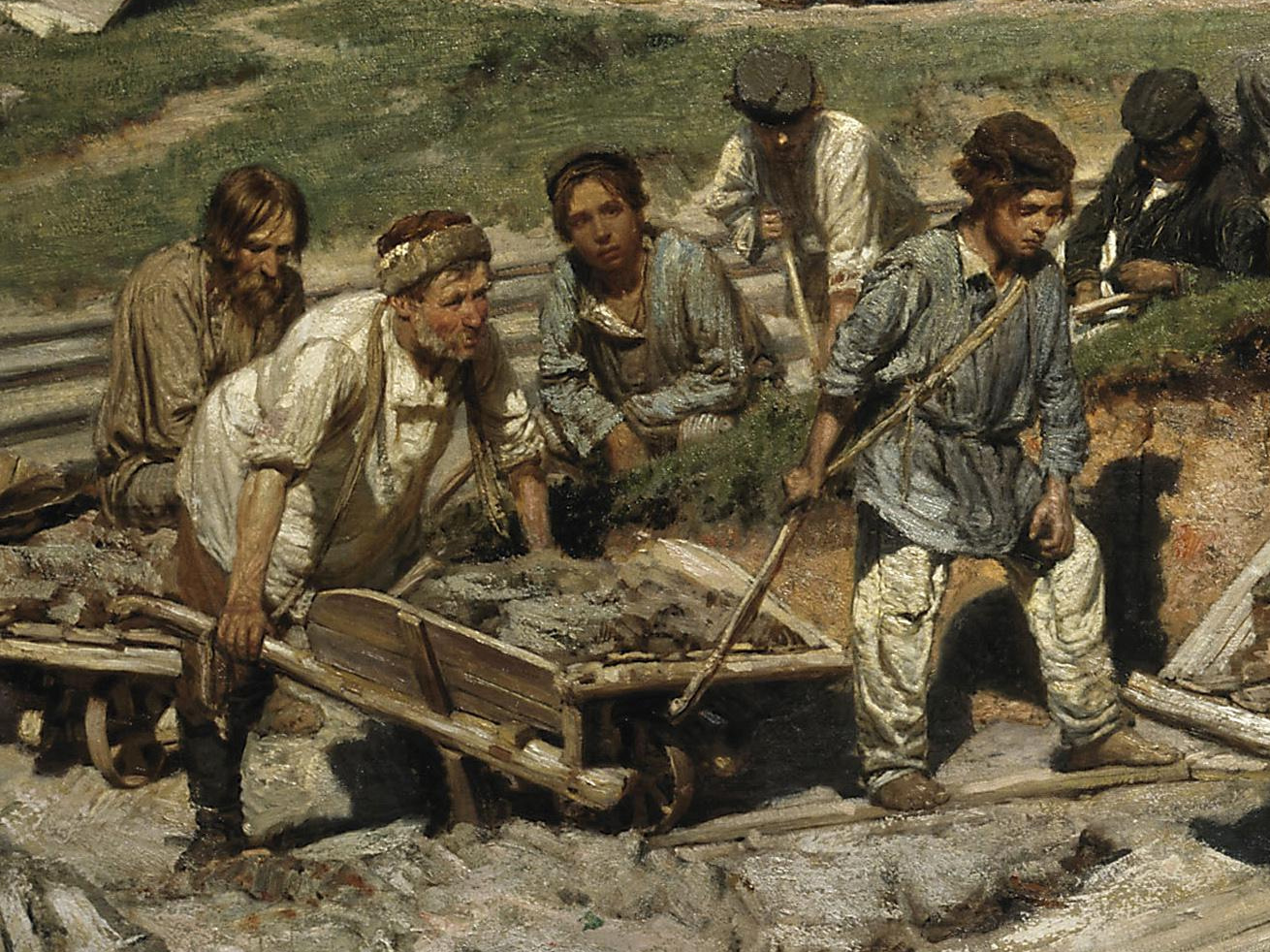
Левая группа тачечников и землекопов (фрагмент картины)

Вторым в центральной группе изображён сезонный рабочий в розовой рубахе и тёмной жилетке. Он погружён в свои мысли и работает в мрачном оцепенении, никого не замечая вокруг себя, густые пряди его тёмных волос свисают на глаза. Третий в группе — совсем молодой рабочий с бледным лицом с заострившимися чертами. Это мальчик-подросток, выполняющий такую же тяжёлую работу, что и взрослые. Последним в группе изображён «лапотник-подёнщик», с трудом толкающий свою тачку, — мужик с коротко постриженной бородкой и «благородными чертами лица». Лицом он немного напоминает самого Константина Савицкого в молодые годы. В подготовительных этюдах его не было: возможно, мысль изобразить себя среди рабочих пришла к художнику на заключительных этапах работы над полотном.
Левее центральной группы изображена другая группа тачечников и землекопов. Среди них выделяются образы двух мальчиков. Один из них, остановившийся, чтобы пропустить рабочего с белой повязкой на голове с его тачкой, — «усталый, понурый подросток, скорбно опустивший глаза перед силачом, который бросает на него сочувственный взгляд». У второго мальчика из этой группы выражение лица скрыто густой тенью, падающей от его картуза. Тем не менее его наклонившаяся вперёд худенькая фигурка свидетельствует о предельном напряжении его мальчишеских сил.

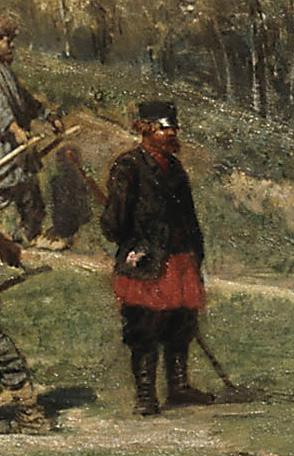
Десятник (фрагмент картины)

Характерен образ десятника, фигура которого удалена в глубину картины. В искусствоведческой литературе его также называют надсмотрщиком, старостой или подрядчиком. На нём — смазные сапоги, чёрный жилет и красная рубаха навыпуск, выделяющаяся ярким пятном на «общем тусклом фоне». Яркость его одежды привлекает внимание зрителя, но при этом он обособлен и «противопоставлен основной массе народа». Несмотря на выделенность, образ надсмотрщика не является ведущим в произведении Савицкого.
Изображения работающих людей и орудий их труда занимают практически всё пространство полотна. Художник воссоздаёт картину «примитивного, подённого, обезличивающего труда массы рабочих». Тачечники идут друг за другом, но пути разных групп пересекаются, и им приходится останавливаться и пережидать. Несмотря на то, что это «создаёт впечатление сутолоки и разнохарактерного движения большого числа людей», в картине «всё согласовано и уравновешено».
Сложность композиции картины состояла в том, что Савицкому предстояло расположить на холсте «большое количество людей, движущихся в разных направлениях». По словам искусствоведа Зинаиды Зоновой, художник прекрасно справился с этой задачей, добившись того, что «содержание картины воспринимается сразу же благодаря ясности средств, выражающих сюжетный замысел». Чтобы заполнить пустоту в центре картины, «слишком заметную при общей загруженности композиции», Савицкий изобразил там щенка рядом с ушатом, а немного правее поместил поломанные тачки.
Помимо этого, композиционной собранности полотна также способствует живописная гамма, в которой, по словам Зоновой, Савицкий «прекрасно учёл воздействие световоздушной среды: как бы подёрнутый пеленой воздух сообщает известную тусклость колориту, помогает объединению фигур». Отказ от яркого локального света в пользу общей тональной гаммы был новым явлением для живописи 1870-х годов. Преобладающими тонами в произведении Савицкого являются желтовато-коричневые, серо-голубые и зеленоватые. Кроме этого, в общей коричневатой гамме разрытой земли художник также использовал неяркие голубые и лиловые оттенки. Выделяются лишь красный тон рубахи десятника и два красноватых пятна в одежде землекопов в правой части полотна. В целом колорит картины может быть охарактеризован как «приглушённый и сдержанный». Безрадостному настроению полотна соответствует и «несколько однообразный пейзаж с поредевшим перелеском на пригорке за насыпью и рядом чередующихся телеграфных столбов».

## Эскизы и этюды
Два этюда к картине хранятся в Государственной Третьяковской галерее — «Рабочий с тачкой» (холст, масло, 19,9 × 19,6 см, инв. 11168, был в собрании И. С. Остроухова, поступил в 1929 году из Музея Остроухова) и «Ремонтные работы на железной дороге» (холст на картоне, масло, 18,2 × 25,8 см, инв. 6262, был в собрании Д. В. Высоцкого, поступил в 1925 году из 5-го Пролетарского музея). Ещё один этюд — «Ремонтные работы у железнодорожного пути» — находится в собрании Национального художественного музея Республики Беларусь. Возможно, это тот же самый этюд, который в монографии 1959 года фигурировал под названием «Земляные работы у железнодорожного пути» (холст на картоне, масло, 12,3 × 32,5 см) и был описан как хранившийся в частном собрании в Москве. В той же монографии аргументировалось, почему дата «1875», надписанная на этюде, ошибочна и его создание должно быть отнесено к 1873 году.
Живописные этюды к картине «Ремонтные работы на железной дороге»
В собрании Рязанского государственного областного художественного музея имени И. П. Пожалостина хранится акварельный эскиз картины «Ремонтные работы на железной дороге» (бумага, акварель, 28 × 46 см, инв. 176-р). Этот эскиз был подарен Савицким литератору Алексею Мошину, затем находился в собрании рязанского художника Якова Калиниченко и был передан в музей его вдовой. Ещё один эскиз под тем же названием (картон, акварель, 20,5 × 26,5 см), до 1941 года хранившийся в собрании Киевского музея русского искусства, был утрачен в годы Великой Отечественной войны. В собрании Государственного Русского музея есть рисунок с несколькими этюдами «Голова крестьянина в повязке. Ноги. Рука» (бумага, графический карандаш, 25,4 × 21,2 см), который до этого был в собраниях Ивана Цветкова (Москва) и Сергея Боткина (Санкт-Петербург). В Киевском музее русского искусства (ныне — Киевская картинная галерея) хранится рисунок «Поезд на железнодорожных путях» (бумага, графический карандаш, белила, 13,9 × 28,8 см, ранее — в собрании Киевской рисовальной школы).
Графические и акварельные эскизы и этюды к картине «Ремонтные работы на железной дороге»

## Отзывы и критика
Художник и критик Александр Бенуа в книге «История русской живописи в XIX веке», первое издание которой вышло в свет в 1902 году, писал, что с появлением в 1874 году картины «Ремонт железной дороги» Савицкий стал «важной опорой передвижников». Бенуа отмечал, что полотно Савицкого, на котором изображены плетущиеся среди пыли и песка «несчастные подёнщики с тачками», «однородно по духу и теме» «Бурлакам на Волге» Ильи Репина. По мнению Бенуа, важными преимуществами Савицкого перед другими художниками были объективность и «серьёзное внимание к пейзажу, типам и позам». В частности, в «Ремонте» «настолько просто и спокойно всё срисовано с натуры», что его с первого взгляда можно и не принять за произведение типичного художника-передвижника. По словам Бенуа, даже если в техническом отношении лучшие картины Савицкого, включая «Ремонт железной дороги», уступают работам Репина, они всё равно являются «вполне удовлетворительными произведениями, стоящими значительно выше общего уровня школы».

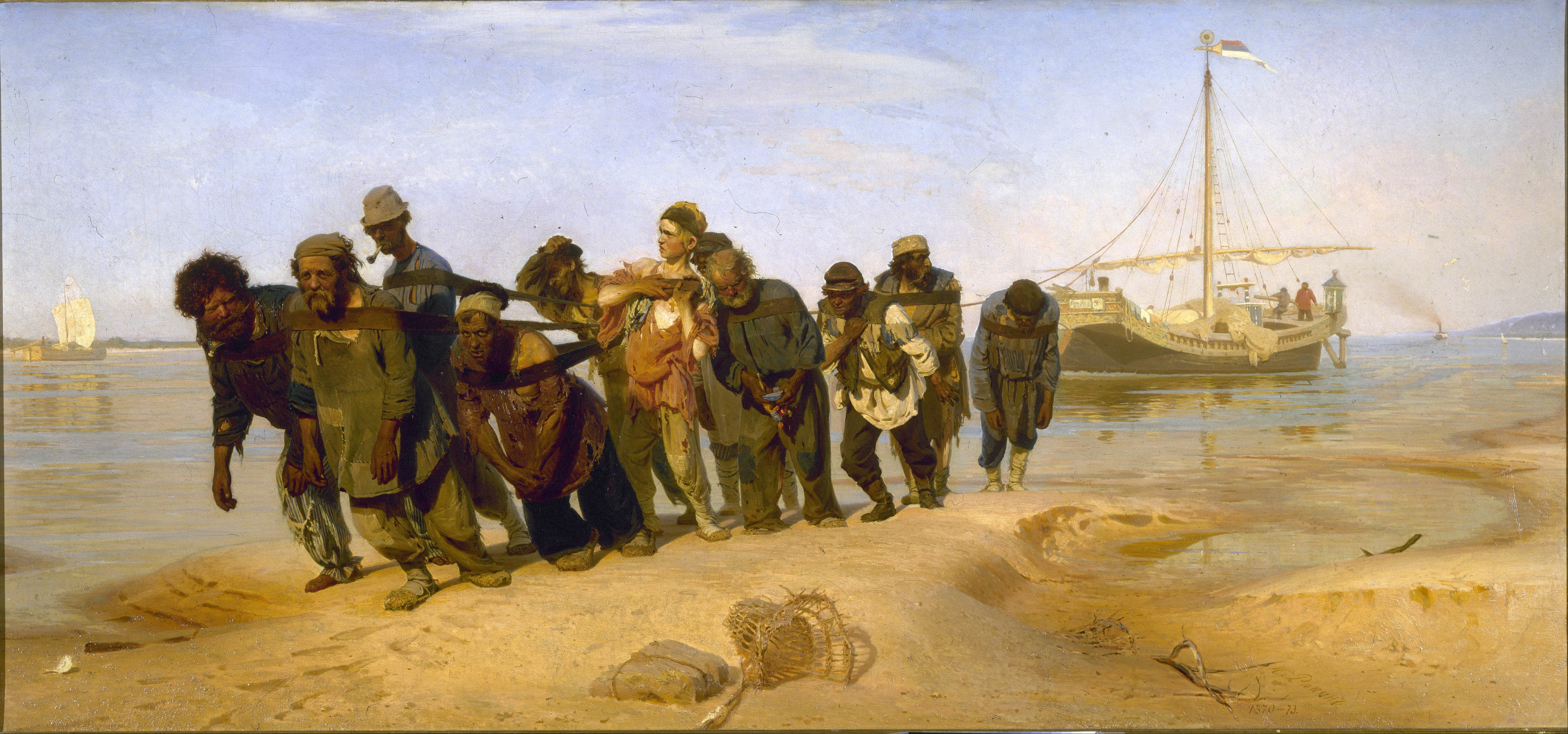
И. Е. Репин. Бурлаки на Волге (1872—1873, ГРМ)

Искусствовед Михаил Сокольников в 1947 году писал, что картина «Ремонтные работы на железной дороге» произвела сильное впечатление на современников, в том числе на Павла Третьякова, считавшего её одним из произведений, которые «знаменовали появление новой русской школы живописи». Сокольников отмечал, что в своей первой многофигурной композиции Савицкий — вслед за репинскими «Бурлаками» — одним из первых в русском изобразительном искусстве «поднял тему о рабочем люде», привлекая внимание общества «к одному из самых больных явлений действительности». По словам Сокольникова, сложный сюжет картины «Ремонтные работы» передан Савицким «с большим художественным тактом», а её содержание «логически раскрывается из всего ансамбля композиции».

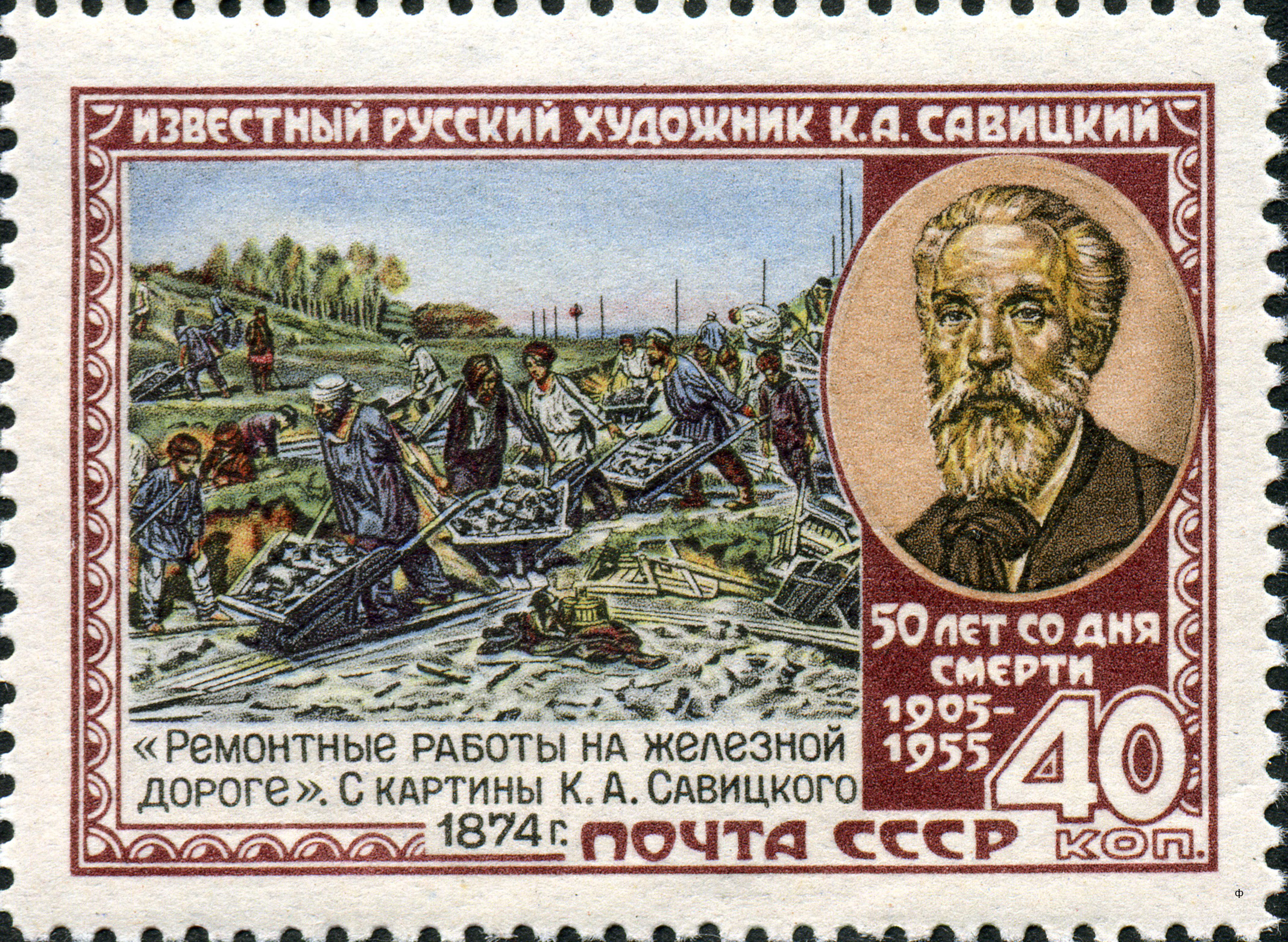
Картина «Ремонтные работы на железной дороге» на почтовой марке СССР 1955 года

В книге, вышедшей в 1955 году, искусствовед Дмитрий Сарабьянов также отмечал, что картина «Ремонтные работы на железной дороге» некоторыми своими чертами близка «Бурлакам на Волге». Сарабьянов писал, что Савицкий «ищет своих героев среди людей, порвавших с землёй, ушедших от крестьянской жизни, — среди тех обедневших крестьян, которые постоянно пополняют ряды пролетариата». При этом Сарабьянов отмечал, что некоторые персонажи, изображённые на картине, свидетельствуют о том, что художник «стремился не только к критике действительности, но и к утверждению положительных народных образов, то есть к более обобщённой трактовке народной сцены». По словам Сарабьянова, «Бурлаки на Волге» и «Ремонтные работы» являются «значительной вехой в истории русского искусства, в развитии темы народа в русской живописи».
В изданной в 1959 году монографии о творчестве Савицкого искусствовед Елена Левенфиш писала, что в «Ремонтных работах» художник «впервые уделяет большое внимание психологической характеристике героев, которых он находит среди народа». Обсуждая аналогию между ремонтными рабочими и репинскими бурлаками, Левенфиш признавала, что талант и новаторство Репина могли оказать влияние на Савицкого, но при этом, по её словам, «никакого прямого подражания у Савицкого не было». Левенфиш отмечала, что «по силе своего общественного звучания „Ремонтные работы на железной дороге“ были одной из самых выдающихся картин на первых передвижных выставках», а впоследствии стали «таким же хрестоматийным произведением, как и предшествовавшая им поэма Некрасова „Железная дорога“». В вышедшей в 1965 году первой части 9-го тома издания «История русского искусства» искусствовед Софья Гольдштейн называла «Ремонтные работы» Савицкого «первым значительным произведением начинающего мастера, принёсшим ему заслуженное признание».